# سندروس
سَندَروس (نام علمی: Tetraclinis articulata) نام یک گونه از تیره سرویان است.
در لغتنامه دهخدا آمده است:
سندروس . [س َ دَ] (معرب، اِ) سرو کوهی. (یادداشت مؤلف). || نوعی از «تویا» و درورنی و گلاساژ نوعی از کاغذ بکار است. زرنیخ احمر. از یونانی «سندرش» صمغ زردی که از درختی مخصوص در آفریقا جاری شود و نیز بنوعی از معدنیات اطلاق گردد. (از حاشیه برهان قاطع چ معین). سندر است که صمغی باشد شبیه به کاه ربا و روغن کمان را از آن پزند و فرق میان سندروس و کاه ربا این است که کاه ربا را چون در آتش نهند از آن بوی مصطکی آید و از سندروس بوی بغایت ناخوش آید. (غیاث) (برهان). صمغی است زرد که روغن کمان از آن گیرند. (انجمن آرای ناصری). صمغ زرد شفافی است که از هند آرند و بعضی گفته‌اند که صمغ ساج است و آن چون کهربا کاه را کشد، لیکن از کهربا در عمل جذب سست تر است و در طب بکار برند. (یادداشت مؤلف). صمغی است که برنگ زعفران زند و ابوعلی در قانون گوید: که صمغ درخت ساج است. (یادداشت مؤلف از مفردات قانون چ تهران ص ۲۱۶). دزی آورده‌است که دو نوع است: هندی و سَبتی. (از دزی ج ۱ ص ۶۹۳):
مگر ایمنی از سرای فسوس
که گه سندروس است و گه آبنوس.
فردوسی.